# Semantic Visions
Semantic Visions je česká společnost, od roku 2011 poskytující služby v oblasti detekce rizik. Pomocí sémantické analýzy permanentně analyzuje nový obsah několika tisíc webů světového internetu ve 12 světových jazycích. Podle vlastní prezentace je firma schopna v reálném čase pokrýt 90 procent globálního internetového zpravodajského obsahu. Denně analyzuje data z více než 1,9 milionu článků ve 12 jazycích a detekuje v nich události, které se týkají konkrétních aktivit, událostí či firem, a dokáže v nich sledovat trendy a kontext. K jejím odběratelům patří zejména nadnárodní korporace, které si tak zajišťují stabilitu svých dodavatelských řetězců; k dalším činnostem Semantic Visions patří boj proti dezinformačním webům. Jednou z využívaných metod je analýza tzv. velkých dat.

## Historie a současnost
Firmu Newstin, předchůdkyni dnešní Semantic Visions, založil datový analytik František Vrabel; po úspěšném vývoji nové analytické technologie a neúspěšném pokusu o uzavření kontraktu s Intelem však firma po roce 2008 doplatila na světovou finanční krizi a kvůli nespláceným úvěrům zkrachovala.
Činnost firmy se pak obnovila v roce 2011 díky kapitálu internetového podnikatele Jana Barty a posléze navázala spolupráci kromě jiných se softwarovým gigantem SAP. Začala se věnovat také odhalování dezinformací (zejména boji s ruskou propagandou); po vypuknutí pandemie covidu-19 v roce 2020 v této oblasti spolupracovala i s českým ministerstvem zdravotnictví.
V lednu 2020 měla firma v databázi tři miliardy webových článků a byla schopna analyzovat 100 terabajtů dat ve 12 jazycích, včetně významných dálněvýchodních jazyků (čínština, japonština, korejština). Ve stejné době měla 30 zaměstnanců a její roční obrat byl necelých 100 milionů korun.
V roce 2022 z vedení společnosti odešel František Vrabel a pozice jednatele se ujal Jan Balatka. Kromě něj přišla také bývalá řídící partnerka společnosti Deloitte ČR Diana Rádl Rogerová, oba partneři ve investičním fondu Behind Inventions. Většinovým akcionářem Semantic Visions je investiční skupina Pale Fire Capital.

## Technologie
Semantic Visions sleduje síť přes 220 000 unikátních webových domén, zahrnujících přibližně 900 000 zdrojů. Denně sbírají a analyzují více než 1,9 milionu zpravodajských článků z různých online globálních médií ve 12 jazycích. Proces zahrnuje automatizované objevování zdrojů, jejich klasifikaci, hodnocení a vyhodnocení vhodnosti a životaschopnosti každého zdroje.
Jejich systém zahrnuje zpracování přirozeného jazyka (NLP) pro interpretaci textu. Podobně jako lidské čtení rozumí elementům jako jsou události, entity, témata, sentimenty a motivy. Zahrnuje také proprietární komponentu umělé inteligence, která dokáže spojit společnosti nebo entity s přidruženými pozitivními nebo negativními událostmi a zkoumá různé signály pro určení relevance každého spojení. Ontologický tým řeší otázky jako je disambiguace významu slov, tedy řešení významu nejednoznačných slov na základě jejich kontextu, a také analýza sentimentu, která určuje náladu vyjádřenou v části textu, jak uvádí na svém webu v rozhovoru s vedoucí ontologického oddělení Annou Polverari.
- Široká datová sběrná síť  Naše platforma kontinuálně monitoruje přes 220 000 unikátních domén (celkem více než 900 000 zdrojů) ve 12 jazycích. Každý den stahujeme a zpracováváme přes 1,9 milionu zpravodajských i odborných článků z otevřených zdrojů (OSINT) v reálném čase. Tím zajišťujeme co nejkomplexnější pokrytí globálních mediálních signálů a dokumentů.
- Pokročilé zpracování přirozeného jazyka (NLP)  Proprietární moduly NLP dokáží v textu automaticky identifikovat a klasifikovat klíčové události, jmenované entity (společnosti, komodity, lokality), hlavní témata i sentiment. Díky ontologické disambiguaci rozlišujeme vícenásobné významy slov podle kontextu (např. “Amazon” jako řeka vs. “Amazon” jako e-commerce gigant). Výsledkem je strukturovaná datová vrstva, která odhalí i jemné nuance a souvislosti.
- Historické a monitorování v reálném čase  Úložiště systému obsahuje až 10 let stará data, která lze kdykoli dolaďovat filtrováním na konkrétní typy událostí. Současně nabízíme hodinové alerty na nově vzniklé incidenty v sledovaných společnostech, odvětvích nebo geografických regionech, což klientům umožňuje reagovat včas na problémy v rámci celých dodavatelských řetězců.
- Multi-Tier Supply Chain Mapping  Pomocí pokročilých LLM a grafových databází vizualizujeme víceúrovňové vztahy v dodavatelských řetězcích. Naše řešení automaticky odhalí slabá místa a simulace “what-if” scénářů umožní plánovat záložní zdroje dříve, než dojde k přerušení toku materiálů od dodavatelů nebo se vyskytne potenciální riziko.

Další příklady řešení Semantic Visions:
- Adverse Media Monitoring & Brand Recognition – sledování pozitivních i negativních mediálních signálů a reputační scoring.
- Compliance & Governance (ESG, AML/KYC) – monitoring regulatorních změn a sankčních seznamů.
- M&A Due Diligence, National & Global Security Monitoring či Commodity & Industry Trends – pokročilé analýzy pro strategické rozhodování.